# باشگاه فوتبال شولی
باشگاه فوتبال شولی (لیتوانیایی: FA Šiauliai) باشگاهی فوتبال در لیتوانی است که در شولی واقع شده و در لیگ آ لیتوانی، بالاترین سطح فوتبال در این کشور، بازی می‌کند.
آکادمی فوتبالی شولی در سال ۲۰۰۷ پس از ادغام ناپولیس شیواولیا با مدرسه ورزشی کلوواس بنیان‌گذاری شد.
از جمله بازیکنانی که برای این باشگاه بازی کرده‌اند می‌توان به اسکاتی سادزوت و ارتم شدری اشاره کرد.